# Északkelet-Szibéria
Északkelet-Szibéria (oroszul: Северо-Восточная Сибирь) óriástáj Oroszország ázsiai részén, a Léna alsó folyásától keletre, Közép-Szibéria és az ún. „orosz Távol-Kelet” (vagy másképp: Oroszország Csendes-óceáni partvidéke) között. Szibéria és az egész ország leghidegebb része. Hosszan elnyúló hegyvidékek, alacsonyabb felföldek és kiterjedt síkságok egyaránt jellemzik. 
Közigazgatási szempontból Jakutföld keleti része, valamint Csukcsföld nyugati és a Magadani terület nyugati vidéke tartozik ide. A mostoha természeti viszonyok miatt ritkán lakott országrész.

## Elhelyezkedése, részei
Az óriási területet északon a Jeges-tenger, nyugaton a Léna alsó folyása, délnyugaton az Aldan alsó folyásának nagy kanyarja, keleten a Csendes-óceán vízgyűjtő területét elválasztó hegyvonulatok sora határolja; legdélibb része a Maja folyóvölgyéig terjed. Kiterjedése (a Jeges-tenger ide tartozó szigeteivel együtt) nagyjából 1,5 millió km²; területének durván a fele a sarkkörön túl fekszik. Legnagyobb részét hegyvidékek foglalják el, széles északi sávjában lapos, jeges-mocsaras síkság húzódik. 
Legnagyobb hegységei – nyugaton a Verhojanszki-hegylánc és keleten a Kolima-hegyvidék peremvonulatai – 4000 km hosszan elnyúló, dél felé domborodó íves keretet alkotnak. A Verhojanszki-hegyláncot a keletebbre húzódó Cserszkij-hegylánctól fennsíkok széles sávja választja el (Jana-, Elginszki-, Ojmjakon-fennsík). Azoktól keletre a Nyera-fennsík és a Felső-Kolima-felföld található. A Verhojanszki-hegylánchoz délkeleten a Szette-Daban-hegység és a Judoma–Maja-felföld csatlakozik. A Kolima-hegyvidék központi hegyláncából több jelentős hegyvonulat indul ki északnyugat felé (Omszukcsan-, Korkodon-, Kedon-hegység).
A legmagasabb hegyek délnyugaton találhatók. Átlagos magasságuk 1500–2000 m, számos hegy 2300–2800 m fölé nyúlik. A legmagasabb pont a Pobeda-csúcs (3003 m). Jellegzetes domborzati formák az alpesi meredek, sziklás hegyoldalak, mély kanyonok, U alakú völgyek, firnes (jeges hó-) mezők; a legmagasabb hegyeken gleccserek. 
Az északnyugati részeken alacsonyabb hegyvonulatok, illetve hátságok vannak (pl. a Kular-hegység, a Szelennyah-hegység, a Polousznij-hátság). A Kolima jobb partja és a terület keleti határát alkotó magas hegyek között a széles Jukagir-fennsík helyezkedik el.
Északkelet-Szibéria legészakibb részét, a Laptyev- és a Kelet-szibériai-tenger széles part menti sávját lapos, apró tavak és lápok tízezreivel borított síkság foglalja el, mely a tundra övezetbe tartozik: nyugaton a Jana–Ingyigirka-alföld, az Ingyigirka völgyétől keletre pedig a Kolima-alföld; utóbbi messze délre is lenyúlik. A kettőt együtt Északkelet-szibériai-alföldnek is nevezik. A síkságból szigethegyként emelkedik az alacsony Alazeja-fennsík (954 m). 
Az óriástájhoz tartozó Új-szibériai-szigeteket a Laptyev-szoros választja el a szárazföldtől. Három nagyobb csoportja, melyek mindegyike maga is számos szigetből áll: az Anjou-, a Ljavoh- és a De Long-szigetcsoport. Legnagyobb szigeteik: a Kotyelnij- (11 000 km²), a Novaja Szibir- (Új-Szibéria), a Faggyejev- és a Nagy-Ljahov-sziget.

## Éghajlat
Az éghajlat szélsőségesen kontinentális. Oroszországban itt a leghosszabb és a leghidegebb a tél, itt mérték az északi félteke legalacsonyabb hőmérsékletét. Az évi abszolút hőingás néhol eléri 100-105 °C-t. Télen –60 és –68 °C-os fagyok vannak, nyáron viszont néha 30-36 °C-os a hőség.
A terület az arktikus és szubarktikus éghajlati övben helyezkedik el. A keleten magasodó hegyláncok elzárják a Csendes-óceán enyhébb és csapadékot szállító légtömegeinek útját, északról viszont nagy tömegben érkeznek hideg áramlatok. Kevés a felhő, hiányzik a csapadék, a napsütéses órák száma a hosszú téli éjszaka miatt nagyon alacsony.
A tél 6–8 hónapig tart. Az éves középhőmérséklet többnyire –10 °C alatt van. A januári középhőmérséklet általában –40 °C-nál nem magasabb (a tengerpart  kivételével). Leghidegebbek a zárt hegyközi medencék (Ojmjakon). A hőinverzió következtében a hegyoldalakon mérsékeltebb a hideg, mint a medencék talpán. 
A nyár rövid, de viszonylag meleg. Legmelegebb a Jana, az Ingyigirka és a Kolima felső folyásának hegyközi medencéiben, ott a júliusi középhőmérséklet 14–16 °C, nap közben a hőmérséklet néhol 35 °C-ig emelkedik, de az éjszakák akkor is hidegek. Az északi tundra övben és a magasabb hegyekben a nyár hűvös, a júliusi középhőmérséklet alig éri el 10–12 °C-t.
A téli időszakban kevés a csapadék, a hóréteg vastagsága a tundra övben és a zárt hegyközi medencékben általában csak 25 cm, a hegyekben (elsősorban délen) 50–100 m. A csapadék nagy része nyáron, nyugatról és északról érkezik. A legtöbb esőt a Verhojanszki- és a Cserszkij-hegylánc kapja. A síkvidéki tundrákra sokkal kevesebb csapadék jut; a legészakibb területeken a csapadék nem több, mint Közép-Ázsia egyes sivatagi régióiban (100–150 mm), a hegyközi medencékben pedig még kevesebb (80–100 mm). 
A talaj mindenütt állandóan fagyott állapotban van, gyakran több száz méter mélységig ér le a permafroszt. A hideg kedvez a gleccserek fennmaradásának. A legtöbb gleccser a Szuntar-Hajata-hegységben található, a nagyobbak 6–7 km hosszúak és 1800 m alacsonyra is leereszkednek. 

## Folyók
A legnagyobb folyók:
- a Kolima és itteni mellékfolyói: a Korkodon, a Jaszacsnaja és az Ozsogina
- az Ingyigirka és mellékfolyói: a Moma, az Ujangyina és a Szelennyah
- a Jana és két forrásága: a Dulgalah és a Szartang
- az Alazeja és legnagyobb mellékfolyója, a Rosszoha.

Felső és középső szakaszukon általában mind hegyi jellegű folyó. Számtalan kisebb mellékfolyó vizét összegyűjtve érnek ki az északi alföldre, ahol kis esésű síksági folyóként, rengeteg kanyart alkotva tartanak a torkolat felé. Télen hosszú időre befagynak, a sekélyebb részeken fenékig.

## Növény- és állatvilág
A síkvidéki területeken a növényzet eloszlásában az övezetesség érvényesül. Az északi szigetek a sarkvidéki sivatagok övébe tartozik, a szárazföld északi, part menti sávjában a tundra öv változatai uralkodók. Délebbre a síksági folyóvölgyekben megjelennek a törpefák és az alacsony daurfenyő első csoportjai.
A hegyeken függőleges övezetesség érvényesül. A hegyoldalak alsó részét többnyire az egyhangú, ritka vörösfenyő-erdők fedik. Az erdőhatár csupán délen emelkedik 600-700 m fölé; a legészakibb hegyekben csupán  200–400 m-ig. Ezért hatalmas területeket hegyi tundra és égerfából, törpe nyírből, szibériai törpefenyőből (Pinus pumila) álló törpecserjés borít. A legmagasabb tetők élettelen, hideg puszták, melyek fölé sziklás hegycsúcsok nyúlnak. 
Az állatvilág több tekintetben különbözik a szomszédos szibériai területek állatvilágától. A Lénától keletre hiányzik a szibériai tajga néhány megszokott állatfaja, pl. a szibériai görény vagy az alpesi kőszáli kecske. Helyettük az Észak-Amerikában elterjedtekhez hasonló emlős- és madárfajokat találunk. A Kolima-hegyvidék hegyeiben élő 45 emlősfaj több mint fele Alaszka állataival tart rokonságot. Ilyen pl. a lemming egy fajtája (Lemmus chrysogaster), az alaszkai fehér farkas, a nagytestű kolimai jávorszarvas (kelet-kanadai jávorszarvas, Alces americanus). A folyókban néhány amerikai halfaj is található: Catostomus catostomus, Dallia pectoralis (Alaska blackfish).
Az állatvilág jellegzetességei azok a sztyeppei állatok is, amelyek északi tájakon sehol másutt nem fordulnak elő. Ilyen a magashegyi köves tundrák gyakori lakója: a kamcsatkai mormota (Marmota camtschatica) és a hosszúfarkú kolimai ürge (Citellus undulatus buxtoni).
Északkelet-Szibéria gyakori ragadozója egyébként a beringi barna medve, a rozsomák, a kelet-szibériai hiúz, a sarki róka, a beringi róka, a coboly, a menyét, a hermelin, a keleti szibériai farkas.
Jellegzetes és elterjedt madarak többek között: a siketfajd (Tetrao urogalloides), a császármadár (Tetrastes bonasia kolymensis), a fenyőszajkó (Nucifraga caryocatactes) és a havasi hófajd  (Lagopus mutus). Nyáron az északi tavakat vízimadarak tömege lepi el.